# Thaddée Ndikumana
 (mai 2024).
Thaddée Ndikumana est un homme politique et éducateur burundais. De 2020 à 2023, il est ministre de la Santé publique et de la lutte contre le VIH/SIDA au Burundi, nommé par le président Évariste Ndayishimiye,.